# 女将・静香 〜熟れた果実が堕ちる刻〜
『女将・静香 〜熟れた果実が堕ちる刻〜』（おかみ・しずか うれたかじつがおちるとき）は、mini-mamから2007年4月27日に発売された18禁調教アドベンチャーゲームである。

## あらすじ
ある日、真島に電話で旅館に呼び出された相馬晴樹は、そこで女将の大沢静香を調教するよう依頼を受ける。静香は亡き夫が真島商会から借りた返済期限の過ぎた多額の借金を抱えており、すぐに返済しなければ旅館を競売にかけなければならなかった。その弱みに付け込んだ晴樹は、旅館を競売にかけるか身体で接待するかの二択を静香に迫ると、返済期限延長を条件として経営コンサルタントの肩書きで旅館に滞在し、彼女をはじめ他の従業員たちも調教していくのだった。

## 登場人物
相馬 晴樹（そうま はるき）
主人公。調教師。
大沢 静香（おおさわ しずか）
声：春日アン
女将。夫以外の男を知らない、貞淑で古風な女性。
大沢 真梨愛（おおさわ まりあ）
声：榎津まお
静香の娘。母親思い。晴樹のことを慕っている。
岡島 千晶（おかじま ちあき）
声：瑠月未来
仲居頭。仕事をできる切れ者で、晴樹を嫌悪している。
中川 美優（なかがわ みゆ）
声：成瀬ゆら
客室係。気弱でドジな眼鏡っ娘。千晶とはレズ仲。
飯沼・クリスティ（いいぬま -）
声：計名さや香
新人アナウンサー。日本人の父とイギリス人の母を持つハーフ。

## スタッフ
- 原画、彩色：李KPA
- シナリオ：bridge、優妃崎章人